# Lukáš Hlava
Lukáš Hlava (Harrachov, 10 september 1984) is een Tsjechisch schansspringer. Hij nam tweemaal deel aan de Olympische Winterspelen.

## Carrière
Hlava maakte zijn debuut in de wereldbeker in het seizoen 2002/2003. Bij zijn eerste wereldbekerwedstrijd in Liberec werd hij 47e.
In 2010 nam Hlava deel aan de Olympische winterspelen. Hij eindigde hij 38e op de normale schans en 7e in de landenwedstrijd op de grote schans. Op 4 maart 2012 behaalde hij een eerste podiumplaats in een wereldbekerwedstrijd met een derde plaats op de kleine schans in Lahti. Bij het schansspringen op de Olympische Winterspelen 2014 in het Russische Sotsji eindigde hij 46e op normale schans.

## Belangrijkste resultaten

### Olympische Winterspelen
| Jaar | Plaats    | Resultaten                                         |
| ---- | --------- | -------------------------------------------------- |
| 2010 | Vancouver | 38e normale schans 7e landenwedstrijd grote schans |
| 2014 | Sotsji    | 46e normale schans                                 |

### Wereldkampioenschappen schansspringen
| Jaar | Plaats        | Resultaten                                                          |
| ---- | ------------- | ------------------------------------------------------------------- |
| 2003 | Val di Fiemme | 44e grote schans 8e landenwedstrijd grote schans                    |
| 2005 | Oberstdorf    | 7e landenwedstrijd normale schans 8e landenwedstrijd grote schans   |
| 2009 | Liberec       | 20e normale schans 27e grote schans 5e landenwedstrijd grote schans |
| 2011 | Oslo          | 42e normale schans 47e grote schans 8e landenwedstrijd grote schans |
| 2013 | Val di Fiemme | 25e normale schans 24e grote schans 7e landenwedstrijd grote schans |
| 2015 | Falun         | 32e HS100 8e Team HS134                                             |

### Wereldkampioenschappen skivliegen
| Jaar | Plaats          | Resultaten                                   |
| ---- | --------------- | -------------------------------------------- |
| 2010 | Planica         | 31e individuele wedstrijd 5e landenwedstrijd |
| 2012 | Vikersund       | 16e individuele wedstrijd 6e landenwedstrijd |
| 2016 | Bad Mitterndorf | 24e HS225 6e Team HS225                      |

### Wereldbeker
Eindklasseringen
| Seizoen   | Algm | SV  | 4S  | NT  | RAW |
| --------- | ---- | --- | --- | --- | --- |
| 2006/2007 | 82e  |     | -   | 42e |     |
| 2008/2009 | 58e  | 36e | -   | -   |     |
| 2009/2010 | 48e  | –   | 22e | 52e |     |
| 2010/2011 | 50e  | 41e | 35e |     |     |
| 2011/2012 | 14e  | 17e | 13e |     |     |
| 2012/2013 | 35e  | 39e | 24e |     |     |
| 2013/2014 | 57e  | 27e | 30e |     |     |
| 2014/2015 | 78e  | -   | -   |     |     |
| 2015/2016 | 35e  | 39e | 29e |     |     |
| 2016/2017 | 49e  | -   | 42e |     | -   |
| 2018/2019 | 54e  | -   | 63e |     | 64e |

### Grand-Prix
Eindklasseringen
| Jaar | Plaats |
| ---- | ------ |
| 2009 | 75e    |
| 2010 | 27e    |
| 2011 | 24e    |
| 2012 | 24e    |
| 2013 | 51e    |
| 2014 | 56e    |
| 2015 | 21e    |
| 2016 | 25e    |
| 2017 | 78e    |
| 2018 | 36e    |